# La Florida (Nariño)
La Florida es un municipio colombiano ubicado en el departamento de Nariño.
Su cabecera municipal se sitúa a lo 1º 18' de latitud norte y 77º 24' de longitud al oeste de Greenwich.

## Geografía
Datos Generales:
- Altitud: 2240 metros.
- Latitud: 01º 18' 06" N
- Longitud: 77º 24' 38" O
- Límites del municipio: Limita al norte con el municipio de El Tambo, al sur con los municipios de Sandoná y Consacá, al Oriente con los municipios de Pasto, Chachaguí y Nariño y al Occidente con el municipio de Sandoná.
- Está ubicado a una distancia de 24.7 km de la capital del Departamento (Pasto).
- Extensión total: 143 km

## División Político-Administrativa
Su Cabecera municipal tiene a su alrededor las veredas: Pachindo, Alto Cacique, Bajo Cacique, Garcés Alto, Garcés Bajo, Loma Larga, Las Plazuelas, La Floresta, Barranquito, Sector Oriental, La Colina, La Victoria y El Barranco.

### Centros poblados
La Florida tiene bajo su jurisdicción los centros poblados:
- Achupayas
- El Rodeo
- San José de Matituy
- Santa Cruz de Robles
- Tunja Grande

Veredas
El municipio tiene constituido las siguientes veredas:
El Maco, Bellavista, Rodeo Alto, El Placer, Gualmatán, Chapal, Pescador Alto, Pescador Bajo, Granadillo, Tunja Chiquito, San Francisco Alto, San Francisco Bajo, Choupiloma, Santa Ana, Pucará, Yunguilla, Catauca, Catauquilla, El Picacho, El Carmelo, Duarte Alto, Duarte Bajo, Quebrada Honda, Rosapamba, La Joya.